# 8936 Gianni
A 8936 Gianni 1997 AS17 a Naprendszer kisbolygóövében található aszteroida. Farra d'Isonzo fedezte fel 1997. január 14-én.